# Химара
Химара (на албански: Himarë или Himara) е град в Южна Албания, в окръг Вльора на област Вльора. Разположен е на 40 km югоизточно от град Вльора, близо до брега на Адриатическо море. През Средновековието е център на епархия на Навпактската митрополия, но за известно време през 11 век е част от Охридската архиепископия. Днес в града и околните села живеят значителен брой гърци. Населението му е около 3000 души.
Химара е част от т.нар. албанска Ривиера, с център разположеното на север Дърми.